# Sannio (vino)
Il Sannio è un DOC riservato ad alcuni vini la cui produzione è consentita nella provincia di Benevento.